# Koeru (commune)
Pour les articles homonymes, voir Koeru (homonymie).
Koeru (Koeru vald) est une commune rurale d'Estonie située dans le Järvamaa. Elle s'étend sur 236,8 km2 et compte 2 094 habitants(01/01/2012).

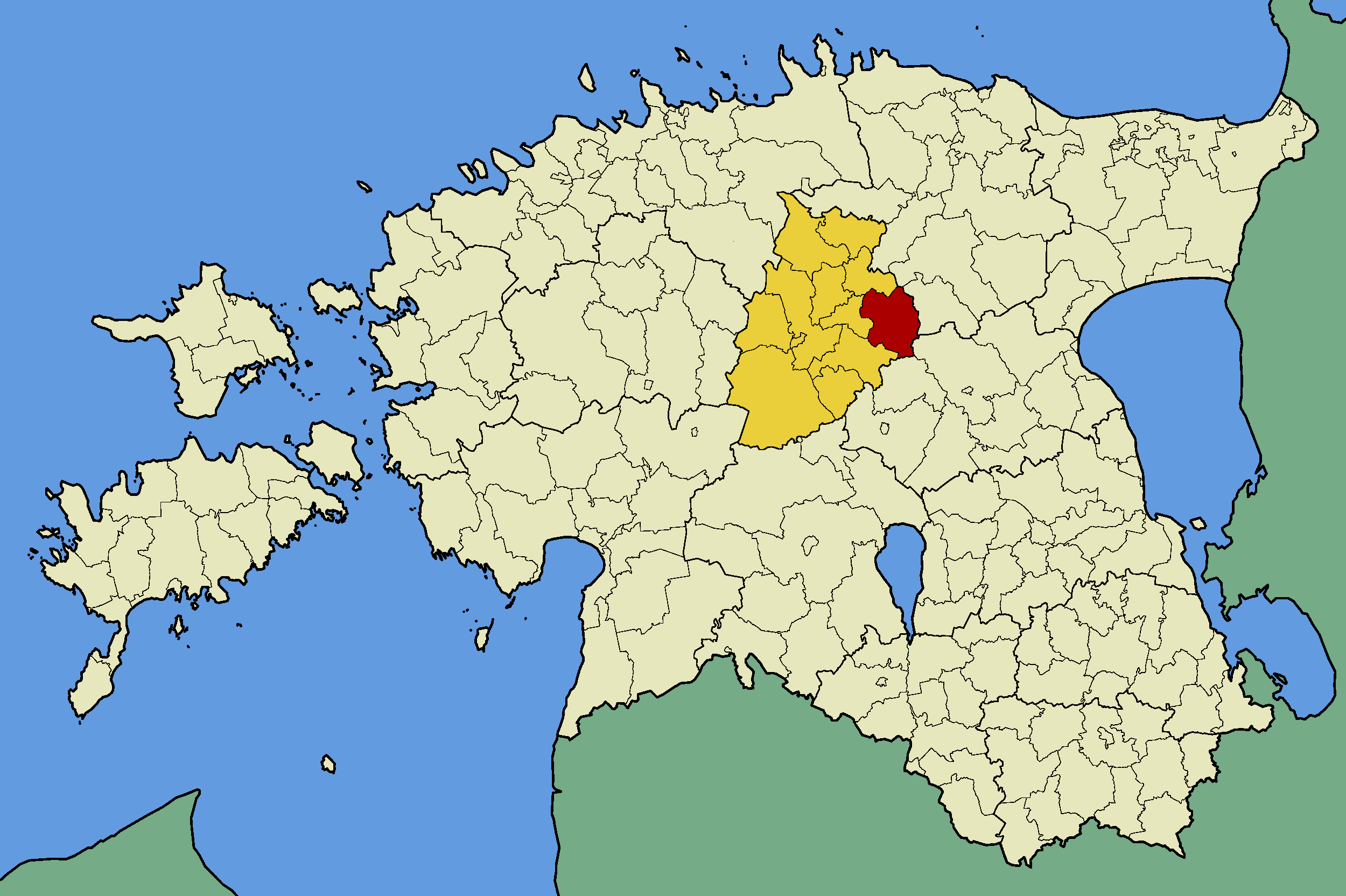
Commune de Koeru (rouge)
dans le Järvamaa (jaune).

## Municipalité
Outre la bourgade éponyme, Koeru (autrefois Sankt-Maria-Magdalen), de 1 073 habitants, la municipalité englobe les villages suivants :
Abaja, Aruküla, Ervita, Jõeküla, Kalitsa, Kapu, Koidu-Ellavere, Kuusna, Laaneotsa, Luisvere, Merja, Norra, Preedi, Puhmu, Rõhu, Salutaguse, Santovi, Tammiku, Tudre, Udeva, Vahuküla, Valila, Vao, Visusti, Vuti et Väinjärve.

## Monuments et architecture
- Église Sainte-Marie-Madeleine de Koeru (XIIIe siècle) avec un clocher de 43,5 mètres de hauteur.
- Château d'Arroküll